# Fegefeuer (Sofi Oksanen, Drama)
Fegefeuer ist das erste Theaterstück der finnisch-estnischen Autorin Sofi Oksanen. Es wurde 2007 am Finnischen Nationaltheater in Helsinki uraufgeführt und avancierte in Finnland zum Theaterereignis des Jahres. Nach dem weltweiten Erfolg ihres gleichnamigen Romans (die Originalausgabe erschien 2008 und wurde bereits in 38 Sprachen übersetzt) ist der internationale Durchbruch ihres Stückes im Jahr 2011 mit Premieren in Schweden, den USA, Portugal, Island und Deutschland im Gange. Das Drama zeigt, wie durch die kurze, ungewöhnliche Begegnung zweier sehr ungleicher Frauen nicht nur gemeinsame familiäre Wurzeln offengelegt werden, sondern auch sehr ähnliche individuelle Opfer/Täter-Erfahrungen vor dem Hintergrund der wechselvollen Geschichte Estlands im 20. Jahrhundert.

## Handlung
An einem Spätsommertag 1992 – ein Jahr nach der Wiedererlangung der Unabhängigkeit Estlands – findet die verwitwete Bäuerin Aliide Truu auf ihrem Hof eine ihr unbekannte junge Frau in hilfsbedürftigem Zustand. Obwohl sie lügt und eine Diebin oder ein Lockvogel sein könnte, gibt Aliide ihr Obdach. Als kurz darauf ihre Verfolger, zwei russische Mafiosi, nach ihr fragen, stellt sich heraus, dass das Mädchen – Zara Pekk – keineswegs zufällig hierher geraten ist. Sie ist die Enkelin von Aliides Schwester Ingel. Bis dahin hatte Aliide geleugnet, überhaupt eine Schwester zu haben. Nun enthüllt sich rasch eine lang zurückliegende, verdrängte Schuld. Ingel wurde zu Beginn der 1950er Jahre, gemeinsam mit ihrer Tochter Linda (der späteren Mutter Zaras), nach Sibirien deportiert, woran Aliide ebenso Mitschuld trug wie ihr Mann, der Parteifunktionär Martin, den sie sich geködert hatte, um sich zu schützen vor weiteren Verhören durch den sowjetischen Geheimdienst im Keller des Gemeindehauses und der damit einhergehenden Folter, Erniedrigung und Scham. Die gleiche Angst war es auch, die Aliide dazu trieb, ihre Schwester zu verraten, zugleich allerdings ein kaum weniger wichtiges, egoistisches Motiv: Sie hoffte deren Mann, den estnischen Widerstandskämpfer Hans Pekk, für sich zu gewinnen. Die Schwestern hatten ihn in einem geheimen Keller des Hauses versteckt gehalten; Aliide hielt ihn nach der Deportation von Frau und Kind davon ab, den beiden nachzuspüren, und besorgte ihm später einen gefälschten Pass in der Absicht, ihm nach Tallinn zu folgen; als Hans jedoch stattdessen wieder in die Wälder ging und von dort verletzt zurückkehrte, ließ sie ihn in seinem Kellerversteck umkommen.
Im Unterschied zu Aliides schuldhafter Vorgeschichte liegt die von Zara nur kurze Zeit zurück. Sie wird damit konfrontiert, als ihre beiden Verfolger und Ex-Zuhälter erneut auftauchen und Aliide unter Druck setzen mit der Behauptung, Zara werde als Mörderin gesucht, was sie zudem mit Fotos belegen. Von Aliide zur Rede gestellt, leugnet Zara die Tat selbst, die Tötung des Zuhälter-Bosses, ebenso wenig wie ihre Vergangenheit als Prostituierte. Wachsende Anspannung zwischen beiden, die sich auch in physischer Gewalt entlädt, wechselt mit gegenseitigem Verstehen und Akten der Solidarisierung. So öffnet Aliide Hans’ einstiges Versteck, um Zara zu schützen, gerät aber auch in Versuchung, mit ihr das Gleiche zu tun wie mit ihm. Dass es weder zur Eskalation noch zu einer Lösung (oder gar Versöhnung) kommt, liegt nicht zuletzt am dritten und letzten Auftritt des Zuhälterduos, der Tatsachen schafft und in eine Art Showdown mündet: Der jüngere, rücksichtslosere Mafioso wird durch den anderen erschossen, und Aliide liefert Zara an diesen aus, gibt ihr aber ein Werkzeug zur möglichen Befreiung mit auf den Weg nach Tallinn (ein starkes Schlafmittel, das sie schon erfolgreich an Hans und Martin ausprobiert hatte). Für sich selbst trifft sie die Entscheidung, ihr Leben zu beenden, indem sie das Haus in Brand setzt, schreibt jedoch vorher einen Brief an ihre Schwester, worin sie sie auffordert, zurückzukommen und das ihr gehörende Land zu übernehmen.

## Gestaltung
Das Drama gliedert sich in zwei Akte bzw. 17 Szenen. Zeitlich sind sie entweder in der Gegenwart (1992) oder rund 40 Jahre früher (zwischen 1951 und ’53) angesiedelt. Handlungsort ist fast ausschließlich Aliides Haus.
Die Rückblenden richten sich nicht an den dramatischen Dialogpartner, sondern an den Zuschauer; nur ihm erschließen sich bestimmte Teile der Vorgeschichte ganz. Einziges direktes Bindeglied zwischen beiden Zeitebenen sind gelegentliche kurze Dispute zwischen der älteren und der jüngeren Aliide. Eine Szene, in der sich Gegenwartshandlung und Rückblende mischen, ist die, als Aliide Zara schildert, wie die vernehmenden Soldaten ihre Mutter – die erst 10-jährige Linda – vergewaltigten und wie sie Aliide zur Mittäterin machten.
Eine gewisse Sonderstellung in puncto Handlungsort und -zeit nimmt die erste Szene ein (in der Uraufführung unterstrichen dadurch, dass sie als Videoprojektion gezeigt wurde): Sie spielt in einem Kellerraum und zeigt, wie eine durch einen übergestülpten Sack gesichtslose Frau durch zwei Russisch sprechende Soldaten gequält und entwürdigt wird. Später lässt sich die Szene Aliide zuordnen, ohne dass sie dadurch an Allgemeingültigkeit verliert. Die Parallelität von Aliides und Zaras Schicksal wird formal durch die Vorgabe unterstützt, die anonymen Soldaten von den gleichen Darstellern spielen zu lassen wie die Mafiosi.
Fegefeuer erfüllt die wichtigsten Kriterien sowohl einer Tragödie als auch eines analytischen Dramas.

## Symbolik
In Aliides großem Schlussmonolog, den sie an den sterbenden, durch ihr Schlafmittel bereits bewusstlosen Hans richtet, legt die Autorin ihr folgende Worte in den Mund: Ich hatte und habe nur eine einzige Möglichkeit. Nämlich eins zu werden mit dem, was in Estland eindrang, und es zu seinem Eigentum machte, was kam und den estnischen Frauen Gewalt antat und sie so in Besitz nahm, was kam und die Falschen erschoss, die potentiellen estnischen Väter, und stattdessen seinen roten, geäderten Schwanz und seine Stiefel zum Treten mitbrachte. – Die Okkupation eines Landes und die Vergewaltigung von Frauen wird also von Oksanen zu einem Bild verschmolzen. Diese Metapher hatte sie bereits in ihrem ersten Roman, Stalinin lehmät, angewendet.
Die symbolträchtigsten Orte des Dramas sind der Keller und das Haus.
Für Aliide ist der Keller zum einen der Ort ihrer Ohnmacht und zum anderen der Ort ihrer kleinen privaten Allmacht, er ist ihr Ort des Schreckens und der der Hoffnung. Den einen lernt sie nur einmal kennen und übersteht ihn (gemeinsam mit Schwester und Nichte) auch in der Hoffnung, Hans dadurch weiter in dem anderen zu bewahren, und so ihm das Leben zu retten und sich selbst die Chance auf Geliebtwerden. Da Letzteres sich nicht erfüllt, sieht sie keinen anderen Weg, als diese Tür zu verschließen und ihre Hoffnung darunter buchstäblich zu begraben. Sie öffnet diesen Keller – im ursprünglichen wie im übertragenen Sinne – erst wieder, als die Vergangenheit in Gestalt von Hans’ Enkelin zurückkehrt. Für Zara bedeutet der Ort das Gleiche wie für ihren Großvater: Überlebenschance, aber auch Falle. Für Aliide hat sich etwas geändert: Die Versuchung, ihre Macht zu missbrauchen, ist noch größer geworden. Sie könnte ihre Vergangenheit – in Gestalt einer potentiellen Anklägerin, wenn nicht gar Rächerin – kurzerhand „erledigen“. Dass sie dem widersteht, ist ein wichtiger Akt ihrer „Reinigung“ (so die wörtliche Übertragung des Originaltitels Puhdistus). Ob diese mit ihrem Freitod als vollzogen gelten kann, überlässt die Autorin dem Urteil des Lesers / Zuschauers.
Das Haus, das Aliide von ihren (ebenfalls deportierten) Eltern übernommen und ihr ganzes Leben lang bewohnt und bewirtschaftet hat, ist für sie vor allem eins: Refugium, Schutz- und Trutzburg. Sie hat auch allen Grund zur Verteidigung. Gegen ihr Haus fliegen Steine, an ihrer Tür steht Russki. Aliide gilt als Kollaborateurin, und sie weiß, dass ein Arrangement mit der neuen Macht – der Macht des Geldes – ihr nicht gelingen wird. Daher kapselt sie sich ab und scheint nur noch mit ihrer Tochter Talvi zu kommunizieren, die sich jedoch bereits in den 80er Jahren nach Finnland abgesetzt hat und ein Leben lebt, das Aliide fremd ist. Sie hat, als Zara auftaucht, mit ihrem Leben praktisch abgeschlossen – und hat das im Grunde schon seit Hans’ Tod. Solange er noch lebte, war sie bereit aufzubrechen und ihr „Schneckenhaus“ zu verlassen – für ihre Liebe. Für ihre Liebe hat sie aber auch das Haus durch Verrat und Verbrechen „beschmutzt“. Ob das von ihr geplante Feuer eine „Reinigung“ davon bedeutet, bleibt wieder dem Urteil des Lesers / Zuschauers anheimgestellt.